# Крашка Вас
Крашка Вас (словен. Kraška vas) — поселення в общині Брежиці, Споднєпосавський регіон, Словенія. Висота над рівнем моря: 230,7 м.